# Сосно (озеро, Рівненська область)
Сосно — озеро у Вараському районі Рівненської області України. Належить до басейну річки Прип'ять.

## Опис
Розташоване за 3 км від села Комори та 10 км від села Неньковичі, біля білорусько-українського кордону. Довжина 1,3 км, ширина до 1,2 км, пересічна глибина 1,2 м. Льодовикового походження. Улоговина округлої форми. Береги пологі, заболочені, поросли очеретом. Живиться за рахунок поверхневого стоку, частково — підземними водами. Взимку замерзає. Дно мулисте. Площа водного дзеркала 1,1 км² або 215,1 га, прибережна смуга 147,3 га.
Озеро зазнало істотних антропогенних змін наприкінці XX століття — на початку XXI століття. У 1980-ті роки під час будівництва Коморської осушувальної системи по периметру озера була споруджена дамба, яка стала причиною зменшення його площі до 20 % від попередньої. Зменшення площі продовжилося ще на 25–30 % внаслідок деградаційних процесів розвитку. Як наслідок, Сосно, у минулому проточне озеро, стало безстічним.
Через те, що інфільтраційні процеси між водоймою і обвідними каналами відбуваються здебільшого на стік з озера, у Сосно переважають акумулятивні процеси з нагромадженням відмерлих решток макрофітів у літоральній зоні аквального комплексу.
Є об'єктом неорганізованого любительського рибальства. З озера бере свій початок річка Вибій.

## Фауна
Водяться щука, судак, лящ, окунь, карась, сом. У прибережних заростях гніздяться птахи, зокрема чимало білих чапель. Внаслідок вирощування свійських порід коропа звичайного у ставових господарствах і планового зариблення мальком коропа озера одомашнена форма цього виду трапляється досить часто. Також трапляються карась звичайний та поодинокі екземпляри вусатого слижа європейського.

## Галерея

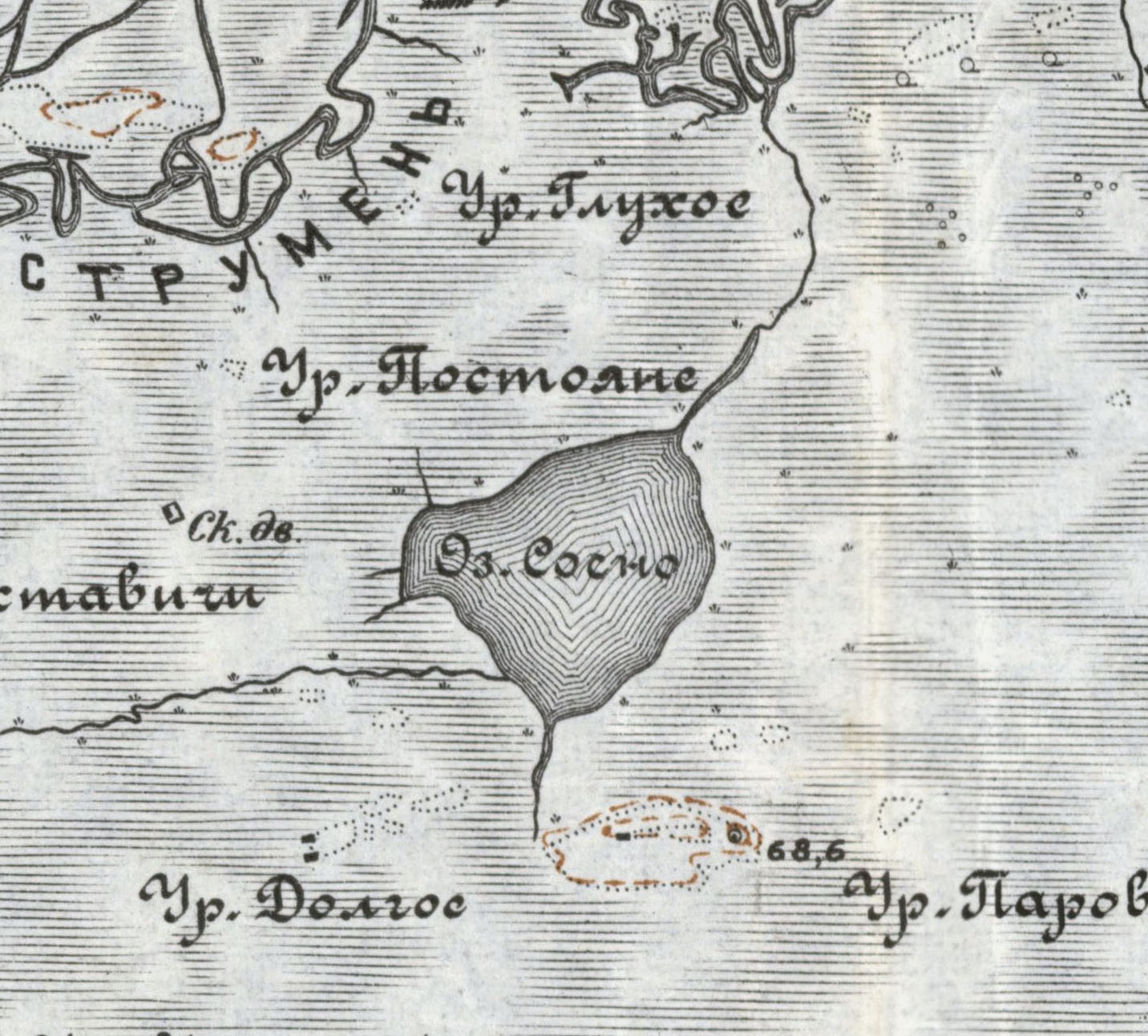
Озеро Сосно на карті 1915 року